# Adam Bartoszewski (lekarz)
Adam Bartoszewski (ur. 18 listopada 1913 we Lwowie, zm. 1970) – polski lekarz, profesor doktor habilitowany.

## Życiorys
W 1951 r. doktoryzował się, w 1965 r. otrzymał habilitację. Pracował na stanowisku asystenta na oddziale ginekologii w Szpitalu Miejskim.